# Bokeelia
Bokeelia és una concentració de població designada pel cens dels Estats Units a l'estat de Florida. Segons el cens del 2000 tenia 1.997 habitants.

## Demografia
Segons el cens del 2000, Bokeelia tenia 1.997 habitants, 907 habitatges, i 631 famílies. La densitat de població era de 87,1 habitants per km².
Dels 907 habitatges en un 16,1% hi vivien nens de menys de 18 anys, en un 60,5% hi vivien parelles casades, en un 5,1% dones solteres, i en un 30,4% no eren unitats familiars. En el 24,5% dels habitatges hi vivien persones soles el 12% de les quals corresponia a persones de 65 anys o més que vivien soles. El nombre mitjà de persones vivint en cada habitatge era de 2,2 i el nombre mitjà de persones que vivien en cada família era de 2,55.
Per edats la població es repartia de la següent manera: un 15% tenia menys de 18 anys, un 6,7% entre 18 i 24, un 18,2% entre 25 i 44, un 31,9% de 45 a 60 i un 28,2% 65 anys o més.
L'edat mediana era de 52 anys. Per cada 100 dones de 18 o més anys hi havia 112 homes.
La renda mediana per habitatge era de 36.319 $ i la renda mediana per família de 42.250 $. Els homes tenien una renda mediana de 24.271 $ mentre que les dones 28.854 $. La renda per capita de la població era de 27.613 $. Entorn del 12,4% de les famílies i el 17,6% de la població estaven per davall del llindar de pobresa.

## Poblacions més properes
El següent diagrama mostra les poblacions més properes.